# Dooskwallen
Dooskwallen (Carybdeida) zijn een orde van dieren die zijn ingedeeld in de klasse Cubozoa (Kubuskwallen), deel van de stam Neteldieren.

## Kenmerken
Dooskwallen komen voor in de tropische zeeën van Australië, Zuidoost-Azië en Oceanië. Ze onderscheiden zich door hun parapluvormige vorm; de meeste andere kwallen hebben een lichaam in de vorm van een koepel of een kroon. De meeste dooskwallen hebben slechts vier tentakels. Dooskwallen zijn bijzonder giftig en zijn in staat om mensen te doden. De giftigste soort is waarschijnlijk de irukandji (Carukia barnesi).

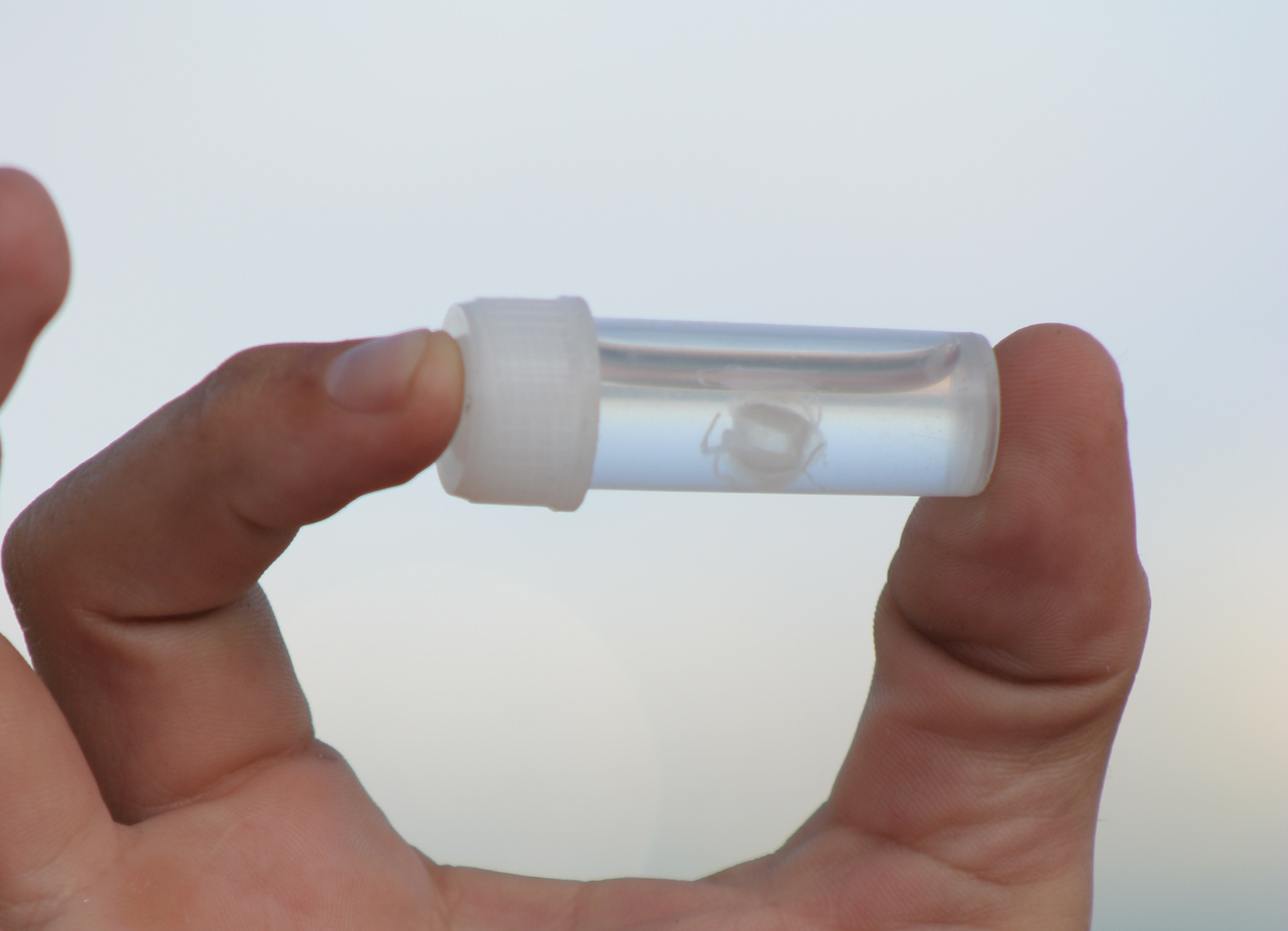
Irukandji (Carukia barnesi, Carukiidae)
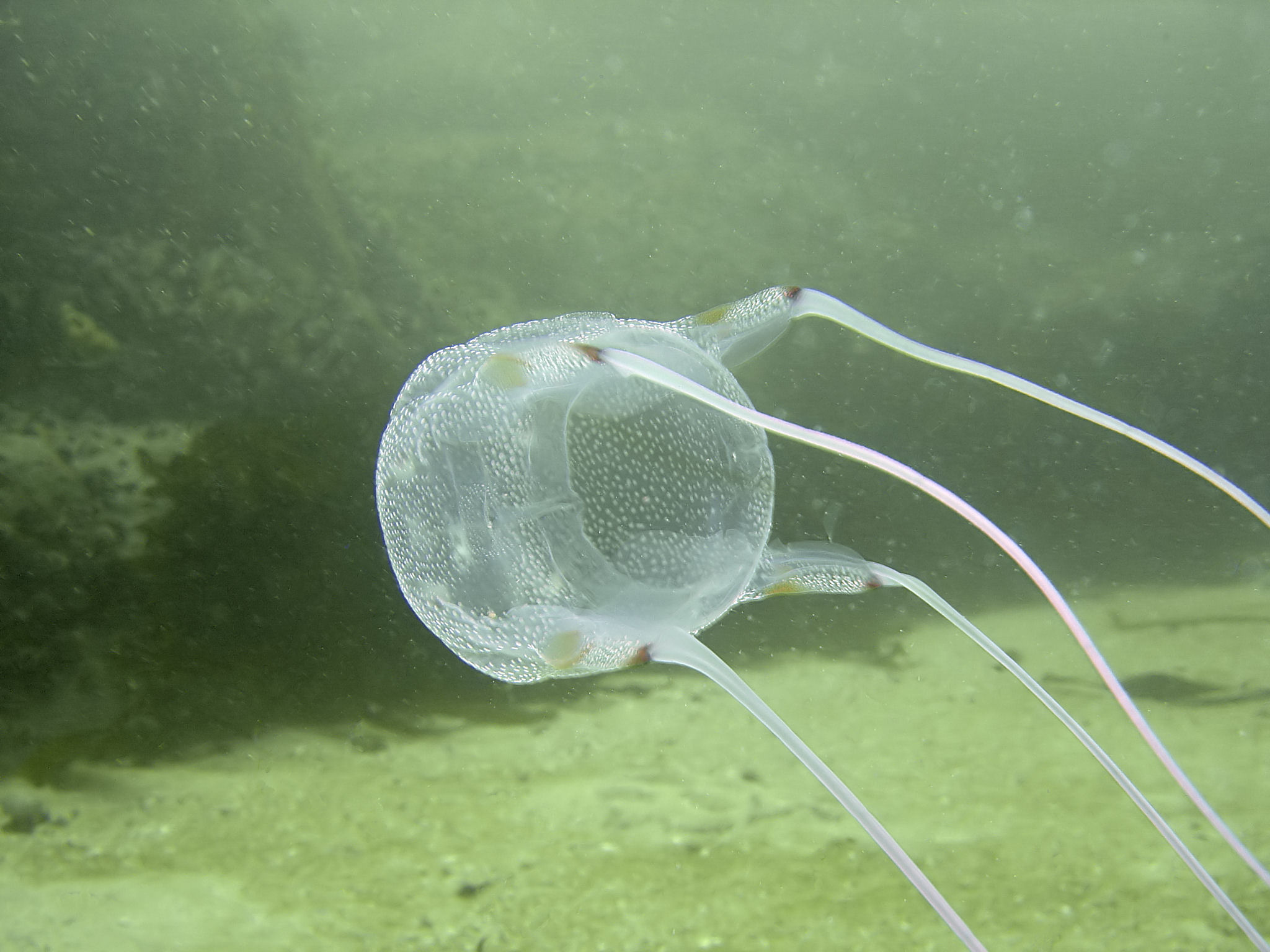
Carybdea branchi (Carybdeidae)
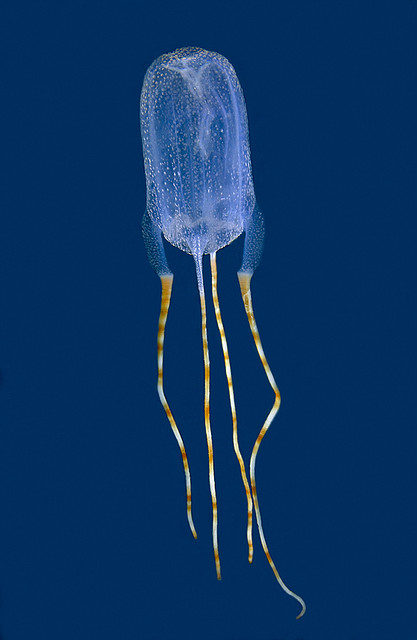
Tamoya ohboya (Tamoyidae)
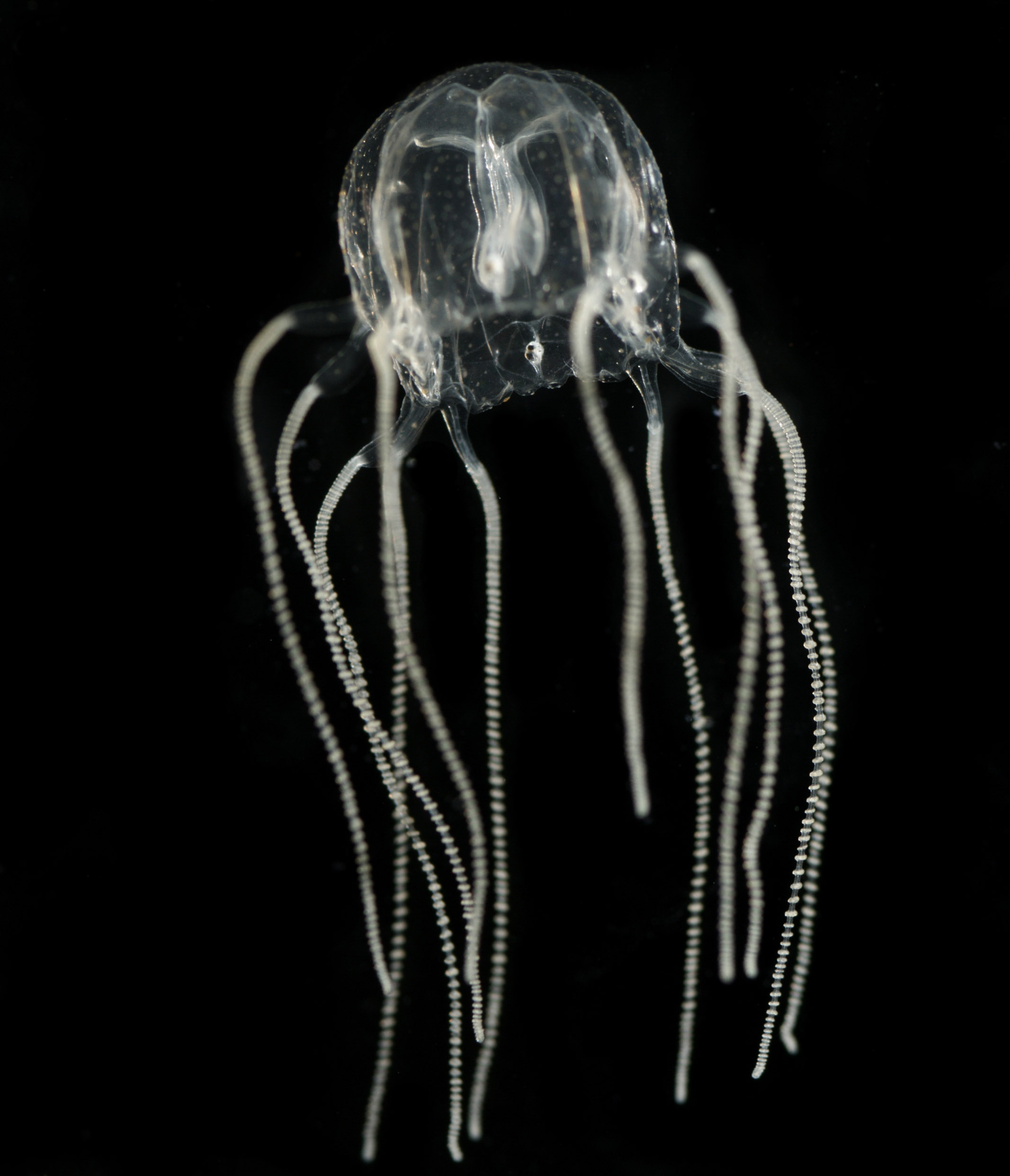
Tripedalia cystophora (Tripedaliidae)

## Classificatie
Binnen de dooskwallen kan men vijf families onderscheiden:
- Alatinidae
- Carukiidae
- Carybdeidae
- Tamoyidae
- Tripedaliidae